# Weeke
Weeke – dzielnica miasta Winchester, w Anglii, w Hampshire, w dystrykcie Winchester. Leży 2,2 km od centrum miasta Winchester, 17,5 km od miasta Southampton i 100,7 km od Londynu. W 1891 roku civil parish liczyła 2549 mieszkańców.